# Lillian Roth
Lillian Roth, nata Lillian Rutstein (Boston, 13 dicembre 1910 – New York, 12 maggio 1980), è stata una cantante e attrice statunitense.

## Biografia
Lilian Roth calcò le scene teatrali fin da bambina, in spettacoli di rivista e commedie musicali. Iniziò una carriera cinematografica nei primi anni del cinema sonoro, riscuotendo un buon successo. Alla fine degli anni trenta, la sua carriera conobbe un lungo periodo di crisi aggravato dai problemi di alcolismo, che minarono anche la sua vita privata. Venne salvata dagli amici e dagli alcolisti anonimi. La sua autobiografia, I'll Cry Tomorrow, fu portata sullo schermo con il film Piangerò domani, dove il suo personaggio era interpretato da Susan Hayward.

## Filmografia

### Attrice
- Lillian Roth and the Foster Girls, regia di Joseph Santley (1929)
- Raising the Roof, regia di Joseph Santley (1929)
- Illusion, regia di Lothar Mendes (1929)
- Il principe consorte (The Love Parade), regia di Ernst Lubitsch (1929)
- Se io fossi re (The Vagabond King), regia di Ludwig Berger e, non accreditato, Ernst Lubitsch (1930)
- Honey, regia di Wesley Ruggles (1930)
- Galas de la Paramount, regia di aa. vv. (1930)
- Animal Crackers, regia di Victor Heerman (1930)
- Madame Satan (Madam Satan), regia di Cecil B. DeMille (1930)
- Sea Legs, regia di Victor Heerman e, non accreditato, Richard Wallace (1930)
- Naughty-Cal, regia di Aubrey Scotto (1930)
- Meet the Boyfriend, regia di Norman Taurog (1930)
- Down Among the Sugar Cane, regia di Dave Fleischer (1932)
- Ain't She Sweet?, regia di Dave Fleischer (1933)
- Recluse (Ladies They Talk About), regia di Howard Bretherton, William Keighley (1933)
- Million Dollar Melody, regia di Jack White (1933)
- Take a Chance, regia di Monte Brice, Laurence Schwab (1933)
- Story Conference, regia di Roy Mack (1934)
- Masks and Memories, regia di Roy Mack (1934)
- With Best Dishes, regia di Milton Schwarzwald (1939)
- Arcade Varieties, regia di Milton Schwarzwald (1939)
- Snow Follies, regia di Larry Ceballos (1939)
- Comunione con delitti (Communion), regia di Alfred Sole (1976)
- Boardwalk, regia di Stephen Verona (1979)
- Night-Flowers, regia di Louis San Andres (1979)